# Бакум Микола Васильович
Бакум Микола Васильович (нар. 19 грудня 1953) — кандидат технічних наук, доцент, професор кафедри сільськогосподарських машин та інженерії тваринництва Державного біотехнологічного університету.

## Біографія
Микола Васильович народився 19 грудня 1953 року в смт Липова Долина Сумської області.
У 1961 році вступив до Липодолинської середньої школи, де провчився 6 років.
У 1967 році продовжив навчання у Подільській середній школі, яку закінчив у 1971 році.
У 1976 році закінчив Харківський інститут механізації та електрифікації сільського господарства за спеціальністю «Механізація сільського господарства»; працював асистентом кафедри сільськогосподарських виробництв.
У 1984 році Микола Васильович захистив кандидатську дисертацію на тему «Обґрунтування раціональних параметрів технологічного процесу сепарації дрібнонасіннєвих сумішей на вібраційній насіннєочисній машині».
У 1986 році працював на посаді доцента кафедри сільськогосподарських машин.
З 1987 по 2009 роки завідувач кафедри сільськогосподарських машин.
З 2009 по 2019 роки був професором кафедри сільськогосподарських машин.
З 2019 по 2020 роки працював на посаді доцента кафедри сільськогосподарських машин Харківського національного технічного університету сільського господарства імені Петра Василенка.
З 2021 року доцент кафедри «Сільськогосподарські машини» Державного біотехнологічного університету.

## Праці
Микола Васильович автор більше ніж 700 наукових праць, в тому числі понад 230 авторських свідоцтв і патентів.

## Відзнаки та нагороди
- медаль «Відмінник освіти України» (2006);
- Дипломи переможця Всеукраїнських конкурсів «Винахід року-2007» у номінації «Кращий винахід у галузі машинобудування та приладобудування» та «Винахід року-2015» у номінації «Технології агропромислового комплексу»;
- медаль «Відмінник технічної служби»;
- Почесна грамота з нагоди 90-річчя від дня заснування університету (2020).